# Малобілозерська сільська територіальна громада
Малобілозерська сільська територіальна громада — територіальна громада в Україні, у Василівському районі Запорізької області. Адміністративний центр — село Мала Білозерка.
Площа громади — 546,69 км², населення — 12 884 особи (2019).

## Історія
Утворена 12 червня 2020 року шляхом об'єднання Балківської, Малобілозерської та Орлянської сільських рад Василівського району.

## Населені пункти
У складі громади 8 сіл: 
- Балки
- Відножине
- Мала Білозерка
- Новобілозерка
- Орлянське
- Тополине
- Улянівка
- Ясна Поляна